# Ollie Johnson (baloncestista de 1949)
Ollie Johnson (nacido el 11 de mayo de 1949 en Filadelfia, Pensilvania) es un exjugador de baloncesto estadounidense que disputó diez temporadas en la NBA, además de jugar en la liga australiana y la liga belga. Con 1,98 metros de estatura, juega en la posición de alero.

## Trayectoria deportiva

### Universidad
Jugó durante tres temporadas con los Owls de la Universidad de Temple, en las que promedió 12,6 puntos y 10,1 rebotes por partido. En su última temporada fue el máximo anotador y reboteador de la Middle Atlantic Conference, con 16,9 puntos y 9,8 rebotes respectivamente.

### Profesional
Fue elegido en la trigésima posición del 1972 por Portland Trail Blazers, donde en su primera temporada, repartiéndose los minutos en el puesto de alero titular con Greg Smith, promedió 9,9 puntos y 5,3 rebotes por partido. Tras una segunda temporada en la que vio reducidos sus minutos de juego por la llegada al equipo de John Johnson, no fue protegido en el Draft de Expansión de la NBA de 1974, siendo elegido por la nueva franquicia de los New Orleans Jazz.
Con la temporada 1974-75 ya avanzada, fue traspasado junto con Rick Adelman a los Kansas City-Omaha Kings a cambio de Nate Williams. Al año siguiente se hizo con el puesto de titular, y logró su mejor registro como profesional, al promediar 10,1 puntos y 4,4 rebotes por partido.
En 1977 fue traspasado junto con dos futuras rondas del draft a Los Angeles Lakers a cambio de Lucius Allen, pero los Lakers lo cambiaron con los Atlanta Hawks por Lou Hudson. En los Hawks disputó una única temporada, en la que promedió 8,5 puntos y 3,2 rebotes por partido.
Tras ser despedido antes del comienzo de la temporada 1978-79, firmó pocos días después como agente libre por los Chicago Bulls, donde jugó dos temporadas, siendo la más destacada la primera, en la que promedió 9,2 puntos y 3,2 rebotes por partido. En 1980 firmó con los Philadelphia 76ers, donde jugó sus dos últimas temporadas en la liga, siendo de los jugadores menos utilizados del equipo.
Alargó su carrera unos años más jugando en la liga australiana y la liga belga.

## Estadísticas de su carrera en la NBA

### Temporada regular
| Temporada | Edad | Equipo                 | Liga | Pos. | P   | TIT | MIN  | TC  | TCA | %TC  | 3P  | 3PA | %3P  | TL  | TLA | %TL  | R.OF. | R.DEF. | REB | ASIS | ROB | TAP | PER | FP  | PTS  |
| 1972-73   | 23   | Portland Trail Blazers | NBA  | SF   | 78  |     | 27.4 | 3.9 | 7.9 | .497 |     |     |      | 2.0 | 2.6 | .757 |       |        | 5.3 | 2.6  |     |     |     | 2.1 | 9.9  |
| 1973-74   | 24   | Portland Trail Blazers | NBA  | SF   | 79  |     | 21.7 | 2.6 | 5.5 | .482 |     |     |      | 1.0 | 1.2 | .819 | 1.5   | 2.6    | 4.1 | 2.1  | 0.8 | 0.4 |     | 2.3 | 6.3  |
| 1974-75   | 25   | TOTAL                  | NBA  | SF   | 73  |     | 22.8 | 2.8 | 5.9 | .473 |     |     |      | 1.3 | 1.6 | .833 | 1.2   | 2.1    | 3.3 | 1.5  | 0.8 | 0.5 |     | 2.4 | 6.9  |
| 1974-75   | 25   | New Orleans Jazz       | NBA  | SF   | 43  |     | 27.0 | 3.2 | 7.0 | .465 |     |     |      | 1.4 | 1.8 | .805 | 1.4   | 2.7    | 4.1 | 1.9  | 1.0 | 0.5 |     | 2.4 | 7.9  |
| 1974-75   | 25   | K.City-Omaha Kings     | NBA  | SF   | 30  |     | 16.9 | 2.1 | 4.3 | .492 |     |     |      | 1.1 | 1.2 | .892 | 0.9   | 1.3    | 2.2 | 1.0  | 0.6 | 0.4 |     | 2.3 | 5.4  |
| 1975-76   | 26   | Kansas City Kings      | NBA  | SF   | 81  |     | 26.5 | 4.3 | 8.4 | .513 |     |     |      | 1.5 | 1.8 | .839 | 1.4   | 3.0    | 4.4 | 1.8  | 0.8 | 0.5 |     | 2.7 | 10.1 |
| 1976-77   | 27   | Kansas City Kings      | NBA  | SF   | 81  |     | 17.1 | 2.7 | 5.5 | .489 |     |     |      | 1.2 | 1.4 | .878 | 0.8   | 1.8    | 2.6 | 1.3  | 0.5 | 0.3 |     | 2.1 | 6.6  |
| 1977-78   | 28   | Atlanta Hawks          | NBA  | SF   | 82  |     | 20.8 | 3.6 | 7.5 | .472 |     |     |      | 1.4 | 1.6 | .854 | 1.1   | 2.1    | 3.2 | 1.5  | 1.0 | 0.4 | 1.3 | 2.2 | 8.5  |
| 1978-79   | 29   | Chicago Bulls          | NBA  | SF   | 71  |     | 24.4 | 4.0 | 7.6 | .520 |     |     |      | 1.2 | 1.5 | .800 | 0.8   | 2.4    | 3.2 | 2.3  | 0.8 | 0.5 | 1.6 | 2.6 | 9.2  |
| 1979-80   | 30   | Chicago Bulls          | NBA  | SF   | 79  |     | 19.4 | 3.3 | 6.7 | .497 | 0.0 | 0.1 | .091 | 1.0 | 1.2 | .882 | 0.6   | 1.4    | 2.1 | 2.0  | 0.7 | 0.3 | 1.2 | 2.1 | 7.7  |
| 1980-81   | 31   | Philadelphia 76ers     | NBA  | SF   | 40  |     | 9.3  | 2.2 | 4.0 | .551 | 0.0 | 0.2 | .167 | 0.7 | 0.8 | .871 | 0.2   | 1.2    | 1.4 | 0.8  | 0.5 | 0.1 | 0.6 | 1.1 | 5.1  |
| 1981-82   | 32   | Philadelphia 76ers     | NBA  | SF   | 26  | 0   | 5.8  | 1.0 | 2.1 | .500 | 0.0 | 0.1 | .333 | 0.2 | 0.3 | .857 | 0.3   | 0.6    | 0.8 | 0.4  | 0.5 | 0.1 | 0.5 | 1.1 | 2.3  |
| Total     |      |                        | NBA  |      | 690 | 0   | 21.1 | 3.2 | 6.5 | .496 | 0.0 | 0.1 | .150 | 1.3 | 1.5 | .827 | 1.0   | 2.1    | 3.3 | 1.8  | 0.7 | 0.4 | 1.2 | 2.2 | 7.7  |

### Playoffs
| Temporada | Edad | Equipo             | Liga | Pos. | P  | TIT | MIN  | TC  | TCA | %TC  | 3P  | 3PA | %3P  | TL  | TLA | %TL   | R.OF. | R.DEF. | REB | ASIS | ROB | TAP | PER | FP  | PTS  |
| 1974-75   | 25   | K.City-Omaha Kings | NBA  | SF   | 6  |     | 27.7 | 4.3 | 9.3 | .464 |     |     |      | 2.0 | 2.0 | 1.000 | 1.7   | 2.2    | 3.8 | 1.0  | 1.2 | 0.7 |     | 2.7 | 10.7 |
| 1977-78   | 28   | Atlanta Hawks      | NBA  | SF   | 2  |     | 10.5 | 2.0 | 5.5 | .364 |     |     |      | 0.0 | 0.0 |       | 0.5   | 1.0    | 1.5 | 1.0  | 0.5 | 0.5 | 0.0 | 2.0 | 4.0  |
| 1980-81   | 31   | Philadelphia 76ers | NBA  | SF   | 8  |     | 2.8  | 0.4 | 1.3 | .300 | 0.0 | 0.1 | .000 | 0.0 | 0.0 |       | 0.3   | 0.4    | 0.6 | 0.3  | 0.3 | 0.1 | 0.3 | 0.1 | 0.8  |
| Total     |      |                    | NBA  |      | 16 |     | 13.1 | 2.1 | 4.8 | .429 | 0.0 | 0.1 | .000 | 0.8 | 0.8 | 1.000 | 0.8   | 1.1    | 1.9 | 0.6  | 0.6 | 0.4 | 0.2 | 1.3 | 4.9  |